# Giro del Delfinato 1958
Il Giro del Delfinato 1958, dodicesima edizione della corsa, si svolse dal 2 all'8 giugno su un percorso di 1368 km ripartiti in 7 tappe (la settima suddivisa in due semitappe), con partenza e arrivo a Grenoble. Fu vinto dal francese Louis Rostollan della Liberia-Hutchinson davanti al suo connazionale Francis Pipelin e al lussemburghese Jempy Schmitz.

## Tappe
| Tappa  | Data     | Percorso                                       | km   | Vincitore di tappa | Leader cl. generale |
| ------ | -------- | ---------------------------------------------- | ---- | ------------------ | ------------------- |
| 1ª     | 2 giugno | Grenoble > Valence                             | 225  | Francis Pipelin    | Francis Pipelin     |
| 2ª     | 3 giugno | Valence > Avignone                             | 211  | Camille Le Menn    | Francis Pipelin     |
| 3ª     | 4 giugno | Avignone > Gap                                 | 190  | Jean Lerda         | Francis Pipelin     |
| 4ª     | 5 giugno | Gap > Uriage                                   | 157  | Pierre Polo        | Pierre Polo         |
| 5ª     | 6 giugno | Uriage > Annecy                                | 168  | Marcel Rohrbach    | Louis Rostollan     |
| 6ª     | 7 giugno | Annecy > Villeurbanne                          | 229  | Jean Graczyk       | Louis Rostollan     |
| 7ª-1ª  | 8 giugno | Decines > Bourgoin-Jallieu (cron. individuale) | 41   | Jean Forestier     | Louis Rostollan     |
| 7ª-2ª  | 8 giugno | Bourgoin-Jallieu > Grenoble                    | 147  | Robert Cazala      | Louis Rostollan     |
| Totale | Totale   | Totale                                         | 1368 |                    |                     |

## Dettagli delle tappe

### 1ª tappa
- 2 giugno: Grenoble > Valence – 225 km

| Pos. | Corridore         | Squadra       | Tempo    |
| ---- | ----------------- | ------------- | -------- |
| 1    | Francis Pipelin   | Mercier       | 5h49'12" |
| 2    | Juul Mertens      | Libertas      | s.t.     |
| 3    | Raymond Mastrotto | Saint-Raphaël | s.t.     |

| Pos. | Corridore       | Squadra | Tempo |
| ---- | --------------- | ------- | ----- |
| 1    | Francis Pipelin | Mercier |       |

### 2ª tappa
- 3 giugno: Valence > Avignone – 211 km

| Pos. | Corridore        | Squadra | Tempo    |
| ---- | ---------------- | ------- | -------- |
| 1    | Camille Le Menn  | Peugeot | 5h11'08" |
| 2    | Jean Milesi      | Liberia | s.t.     |
| 3    | Roger Chaussabel | Coupry  | s.t.     |

| Pos. | Corridore       | Squadra | Tempo |
| ---- | --------------- | ------- | ----- |
| 1    | Francis Pipelin | Mercier |       |

### 3ª tappa
- 4 giugno: Avignone > Gap – 190 km

| Pos. | Corridore     | Squadra | Tempo    |
| ---- | ------------- | ------- | -------- |
| 1    | Jean Lerda    | Coupry  | 5h03'40" |
| 2    | Raymond Elena | Coupry  | a 1'14"  |
| 3    | Pierre Rossi  | Peugeot | s.t.     |

| Pos. | Corridore       | Squadra | Tempo |
| ---- | --------------- | ------- | ----- |
| 1    | Francis Pipelin | Mercier |       |

### 4ª tappa
- 5 giugno: Gap > Uriage – 157 km

| Pos. | Corridore       | Squadra | Tempo    |
| ---- | --------------- | ------- | -------- |
| 1    | Pierre Polo     | Coupry  | 5h06'42" |
| 2    | Jean Dotto      | Liberia | a 1'43"  |
| 3    | Louis Rostollan | Liberia | a 2'16"  |

| Pos. | Corridore   | Squadra | Tempo |
| ---- | ----------- | ------- | ----- |
| 1    | Pierre Polo | Coupry  |       |

### 5ª tappa
- 6 giugno: Uriage > Annecy – 168 km

| Pos. | Corridore       | Squadra       | Tempo    |
| ---- | --------------- | ------------- | -------- |
| 1    | Marcel Rohrbach | Peugeot       | 5h15'01" |
| 2    | Louis Bergaud   | Saint-Raphaël | a 1'16"  |
| 3    | Alex Close      | Elve          | s.t.     |

| Pos. | Corridore       | Squadra | Tempo |
| ---- | --------------- | ------- | ----- |
| 1    | Louis Rostollan | Liberia |       |

### 6ª tappa
- 7 giugno: Annecy > Villeurbanne – 229 km

| Pos. | Corridore    | Squadra  | Tempo    |
| ---- | ------------ | -------- | -------- |
| 1    | Jean Graczyk | Helyett  | 6h04'40" |
| 2    | Willy Truye  | Mercier  | s.t.     |
| 3    | Eddy Pauwels | Libertas | s.t.     |

| Pos. | Corridore       | Squadra | Tempo |
| ---- | --------------- | ------- | ----- |
| 1    | Louis Rostollan | Liberia |       |

### 7ª tappa - 1ª semitappa
- 8 giugno: Decines > Bourgoin-Jallieu (cron. individuale) – 41 km

| Pos. | Corridore       | Squadra    | Tempo  |
| ---- | --------------- | ---------- | ------ |
| 1    | Jean Forestier  | Essor      | 55'00" |
| 2    | Wim van Est     | Locomotief | a 44"  |
| 3    | Marcel Rohrbach | Peugeot    | a 56"  |

| Pos. | Corridore       | Squadra | Tempo |
| ---- | --------------- | ------- | ----- |
| 1    | Louis Rostollan | Liberia |       |

### 7ª tappa - 2ª semitappa
- 8 giugno: Bourgoin-Jallieu > Grenoble – 147 km

| Pos. | Corridore      | Squadra       | Tempo    |
| ---- | -------------- | ------------- | -------- |
| 1    | Robert Cazala  | Mercier       | 3h39'34" |
| 2    | Louis Bergaud  | Saint-Raphaël | s.t.     |
| 3    | Nicolas Barone | Saint-Raphaël | s.t.     |

| Pos. | Corridore       | Squadra       | Tempo     |
| ---- | --------------- | ------------- | --------- |
| 1    | Louis Rostollan | Liberia       | 37h34'14" |
| 2    | Francis Pipelin | Mercier       | a 4'00"   |
| 3    | Jempy Schmitz   | Saint-Raphaël | a 6'23"   |

## Classifiche finali

### Classifica generale
| Pos. | Corridore       | Squadra                   | Tempo     |
| ---- | --------------- | ------------------------- | --------- |
| 1    | Louis Rostollan | Liberia-Hutchinson        | 37h34'14" |
| 2    | Francis Pipelin | Mercier-BP-Hutchinson     | a 4'00"   |
| 3    | Jempy Schmitz   | Saint-Raphaël             | a 6'23"   |
| 4    | Pierre Polo     | Coupry-Margnat            | a 6'58"   |
| 5    | Emmanuel Busto  | Saint-Raphaël             | a 7'46"   |
| 6    | Eddy Pauwels    | Libertas-Dr. Mann         | a 9'32"   |
| 7    | Jean Graczyk    | Helyett-Leroux-Hutchinson | a 10'17"  |
| 8    | Siro Bianchi    | Essor-Leroux-Hutchinson   | a 12'46"  |
| 9    | Alex Close      | Elve-Peugeot-Marvan       | a 12'49"  |
| 10   | Raymond Meyzenq | Liberia-Hutchinson        | a 13'45"  |